# پیتر دونات
پیتر دونات (به انگلیسی: Peter Donat) (زادهٔ ۲۰ ژانویهٔ ۱۹۲۸ - درگذشته ۱۰ سپتامبر ۲۰۱۸) یک هنرپیشه و فیلم‌نامه‌نویس اهل ایالات متحده آمریکا بود.
از فیلم‌ها یا برنامه‌های تلویزیونی که وی در آن نقش داشته‌است می‌توان به بازی، پسر خلیج و گوشه قرمز اشاره کرد.

## فیلم‌شناسی
- پدرخوانده: قسمت دوم (۱۹۷۴)
- هیندنبورگ (۱۹۷۵)
- رولت روسی (۱۹۷۵)
- مشت (۱۹۷۸)
- سندرم چین (۱۹۷۹)
- شهاب‌وار (۱۹۷۹)
- خانم‌ها و آقایان، لکه‌های شگفت‌انگیز (۱۹۸۲)
- پسر خلیج (۱۹۸۴)
- تاکر: مردی در رویاهای خود (۱۹۸۸)
- جنگ رزها (۱۹۸۹)
- روابط مدرسه (۱۹۹۲)
- بازی (۱۹۹۷)
- گوشه قرمز (۱۹۹۷)